# Ширококлюна китова птица
Ширококлюната китова птица (Pachyptila vittata) е вид птица от семейство Буревестникови (Procellariidae).

## Разпространение
Видът е разпространен в Аржентина, Австралия, Мозамбик, Нова Зеландия, Перу, Света Елена, Възнесение, Тристан да Куня, Фолкландски острови, Южна Африка и Южна Джорджия и Южни Сандвичеви острови.